# Phường 9, thành phố Sóc Trăng
Phường 9 là một phường cũ thuộc thành phố Sóc Trăng, tỉnh Sóc Trăng, Việt Nam.

## Địa lý
Phường 9 nằm ở trung tâm thành phố Sóc Trăng, có vị trí địa lý:
- Phía đông và phía bắc giáp Phường 4
- Phía tây giáp Phường 1 và Phường 3
- Phía nam giáp Phường 3 và huyện Mỹ Xuyên.

Phường 9 có diện tích 5,31 km², dân số năm 2022 là 10.887 người, mật độ dân số đạt 2.050 người/km².

## Hành chính
Phường 9 được chia thành 6 khóm: 1, 2, 3, 4, 5, 6.

## Lịch sử
Ngày 30 tháng 10 năm 1995, Chính phủ ban hành Nghị định số 70-CP về việc thành lập Phường 9 trên cơ sở trên cơ sở 508,57 ha diện tích tự nhiên và 8.610 nhân khẩu của Phường 4.
Ngày 8 tháng 2 năm 2007, Chính phủ ban hành Nghị định số 22/2007/NĐ-CP về việc thành lập thành phố Sóc Trăng thuộc tỉnh Sóc Trăng. Phường 9 trực thuộc thành phố Sóc Trăng.
Ngày 23 tháng 7 năm 2024, Ủy ban Thường vụ Quốc hội ban hành Nghị quyết số 1105/NQ-UBTVQH15 về việc sắp xếp đơn vị hành chính cấp xã giai đoạn 2023 – 2025 của tỉnh Sóc Trăng (nghị quyết có hiệu lực từ ngày 1 tháng 9 năm 2024). Theo đó, sáp nhập toàn bộ 5,31 km² diện tích tự nhiên và quy mô dân số là 10.887 người của Phường 9 vào Phường 1.